# Ramon Marcó i Cabré
Ramon Marcó i Cabré (Duesaigües, 9 de març de 1923 – Gavà, 4 de desembre de 2005) va ser un músic, mestre director de coral, compositor i arranjador musical català.

## Biografia[calcitació]
Va néixer a Duesaigües (Baix Camp), on va passar la seva infantesa i joventut. Va ser l'únic fill de Ramon Marcó i Valls, barber i agutzil del poble, i de Joana Cabré i Peso, modista. Sent encara petit, el van apuntar a estudis de solfeig, orgue i va fer tres anys de piano amb Estanislau Mateu Valls, a Reus. L’inici de la Guerra Civil Espanyola, quan ell tenia tretze anys, va truncar els seus estudis musicals.
Des de jove Marcó va estar molt implicat en la societat. Acabada la guerra, va col·laborar en la reconstrucció del pont gran de Duesaigües, dinamitat l'any 1938. Al bell mig del pont encara s'hi pot observar la gran cicatriu blanca produïda en aquella desfeta i les inicials RMC que ell mateix hi va gravar.
Tot i no haver continuat els estudis musicals, no va abandonar la música. Durant la guerra va reunir un grup d'amics aficionats també a la música d'on sorgiria un grup teatral que interpretava sarsueles i cantava caramelles, i un cor parroquial. Va continuar participant de les activitats d'aquests grups fins que va marxar de Duesaigües.
Després de la guerra va començar a treballar a la Cooperativa d'oli, vi i olives de Duesaigües. Aquesta feina el portarà a conèixer moltes persones, entre les quals Julià Bonich, un gavanenc amb qui va fer amistat. Un any, Bonich va convidar-lo a la festa major de Gavà i allà va conèixer Teresa Subirana Traserra, noia de l'Ametlla de Merola a qui havia convidat a la festa una cosina. Ramon Marcó i Teresa Subirana van començar a festejar principalment per correspondència. Després de cartes i de tan sols veure's en quinze ocasions, l'any 1953 es van casar a l'Ametlla de Merola i van instal·lar-se a Duesaigües.
A inicis del 1955 ell i la seva esposa es van traslladar a Gavà. Coincideix que en aquell moment es buscava organista per a l'església de Sant Pere de Gavà, càrrec que li va ser encomanat, juntament amb el de director del cor de l'església. Una carta de recomanació del mossèn de la parròquia i el cop de mà del seu amic Julià, l'ajudaria a començar a treballar a la Roca on restaria fins a la jubilació.
En Ramon Marcó va ser una persona molt coneguda i estimada que va crear forts vincles, no només en l'àmbit musical sinó també cultural de Gavà. Mostra d'aquesta estima i la seva implicació local és el fet de ser nomenat Fill adoptiu de Gavà i Gavanenc de l'Any.

## Tasca musical

### Trajectòria
El gener del 1955 en Ramon Marcó s'instal·lava a Gavà i va començar a tocar l'orgue de l'església i a dirigir el seu cor. Des d'aquell moment va estar molt implicat a la vida musical de Gavà i d'altres localitats properes com ara Viladecans i Sant Boi de Llobregat, on va dirigir diferents corals. El mateix 1955 li van oferir dirigir l'Agrupament Coral la Lira de Viladecans, del qual va ser mestre director fins al 1976, i també hi va dirigir el cor infantil La Trepa. L'any 1957 va començar a dirigir el petit cor de les monges Vedrunes de l'Hospital de Sant Llorenç de Viladecans; a més del cor de pagesos de Gavà.
Amb aquesta trajectòria no és d'estranyar que un grup de treballadors de Roca l'anessin a buscar quan es planejava fer una coral a Can Sellarès. La companyia Roca havia comprat la masia de Can Sellarès de Viladecans i el 1953 hi va crear l'Agrupación Cultural Recreativa Can Sellarès com a centre de lleure per als seus treballadors. Sota l'empara i finançament de l'empresa s'hi van crear un gran nombre d'entitats esportives i culturals. Ramon Marcó, a més d'haver participat en la creació de la Coral Sellarès (1965), en va ser director fins al 1998 i va col·laborar amb la seva Secció de ballet. En paral·lel, el 1966 va impulsar la creació de la coral infantil Remolí de Gavà, que ell mateix va dirigir.
També va dirigir la Coral la Nova Igualtat de Gavà (1973-1978); va ser mestre director de la Coral Renaixença de Sant Boi de Llobregat des de la seva fundació, l'any 1975, fins al 1991; va col·laborar amb el grup benèfic Art i Caritat de Gavà, que organitzava actes benèfics i actuacions a hospitals i asils, i feia d'organista a casaments a Gavà i Bruguers. A més, impartia classes particulars de piano i solfeig.

### Estil
Ramon Marcó ha estat definit com a un home afable, honrat, estimat, atrevit, creatiu, molt actiu i innovador. En els seus repertoris musicals integrava peces que ell mateix qualificava d'inconformistes, defugint les edicions usuals de música per a corals. Va fer arranjaments de cançons de compositors estatunidencs com Leonard Bernstein, Glen Miller o Cole Porter. Es va fer portar partitures de musicals com "Fiddler on the Roof" (El violinista a la teulada) o de pel·lícules de Disney dels Estats Units, que posteriorment traduïa i adaptava al català. També va arranjar boleros, pasdobles, música sacra i popurris. El 1960 va compondre la cançó Enlaire xiquets de Valls amb lletra de Joan Solé. Marcó va incorporar coreografia al cant per tal de defugir de l'elitisme del cant coral i fer-lo més proper a la gent i a la joventut.

### Actuacions destacades
Amb les corals que va dirigir va viatjar arreu de Catalunya, Espanya i algunes ciutats europees. El 29 de desembre de 1966 la Coral Sellarès va actuar en un programa de TVE cantant nadales. L'any 1972 va dirigir la Sellarès en una actuació al Palau de la Música Catalana i el 1991 al Saló Sant Jordi del Palau de la Generalitat.

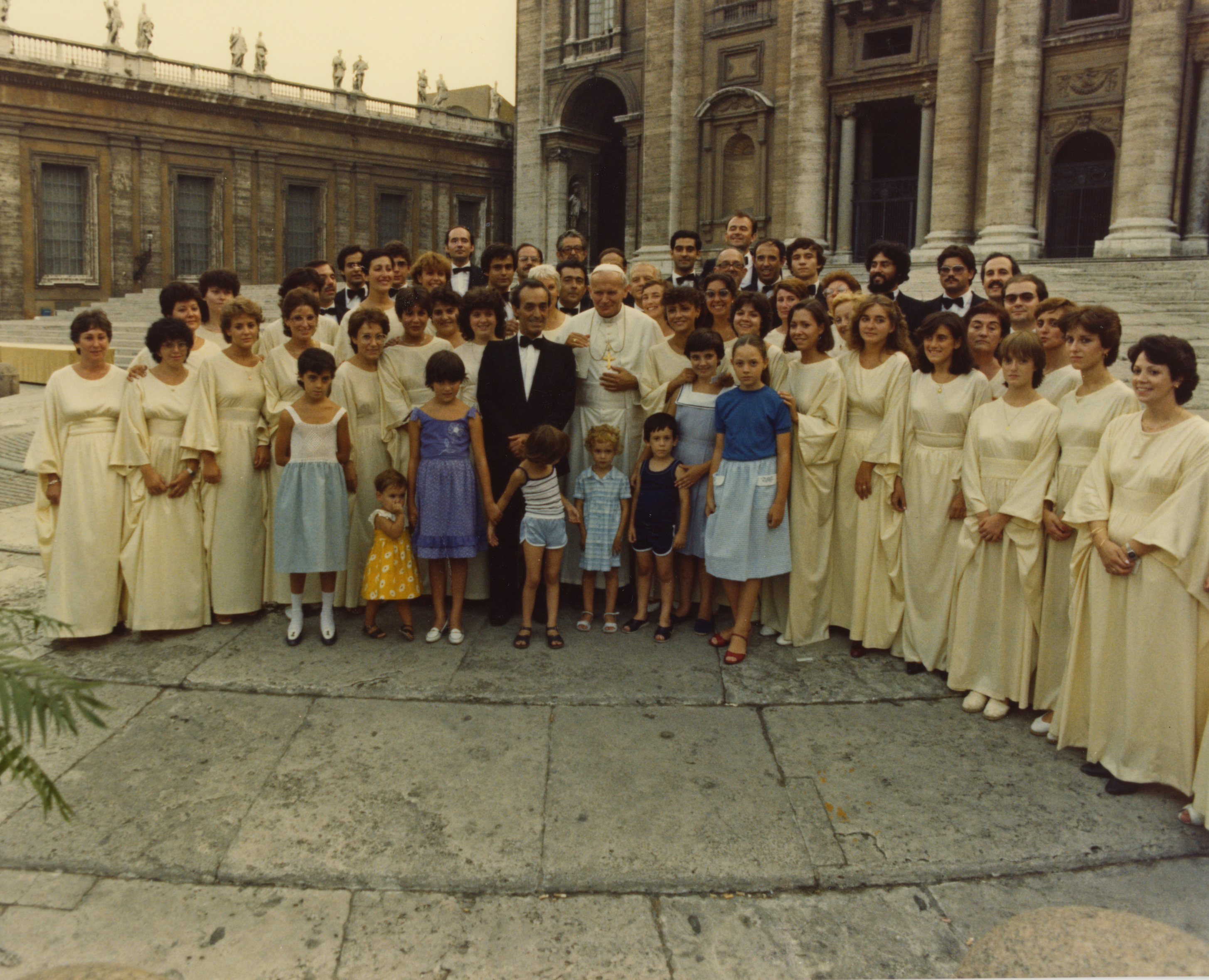
Coral Sellarès amb el Papa Joan Pau II. Vestit de negre, el mestre Marcó.

L'actuació que Marcó més destacava era la que la Coral Sellarès va oferir al Papa Joan Pau II. El 18 d'agost de 1982, quan la Sellarès estava fent una gira de concerts a Roma, van assistir a una audiència pública organitzada pel Vaticà. En ser anunciats, van interpretar una cançó, costum de totes les entitats musicals en aquests casos. Per a l'ocasió, en comptes de triar una peça de música religiosa, com era el costum, Marcó va elegir una cançó de bressol polonesa. En finalitzar l'audiència els van comunicar que el Papa sol·licitava una audiència privada amb el cor, i els va demanar que tornessin a cantar la cançó que havien interpretat públicament. L'atzar va voler que la melodia triada per Marcó tingués vincles afectius amb el Sant Pare, ja que era una cançó que li cantava la seva mare quan ell era un infant.

### Premis
Les corals que va dirigir el mestre Marcó al llarg de la seva trajectòria van ser guardonades en diferents ocasions. La coral La Lira va rebre el 1r Premi Comarcal Copa Clavé (1967) i el 1r Premi del Concurs de Caramelles Plaça Catedral (1970). La Sellarès va rebre el 1r Premi a la millor interpretació d'una cançó regional en el XXXIII Certamen Nacional de Habaneras y Polifonia de Torrevieja (1987). Marcó va participar en diverses ocasions en el certamen de Torrevieja, tant dirigint la Sellarès com la Renaixença, tot alternant la participació de cada coral en diferents anys per evitar conflictes d'interessos. Totes dues corals hi van ser guardonades en diverses ocasions.
Quan el 2015 la Coral Sellarès, de la qual Marcó va ser fundador, va rebre el Premi de la Fundació Nostra Senyora de Brugués, la presidenta de l'entitat s'hi va referir tot dient que «estaria molt orgullós de la trajectòria de l’entitat i de l’estima i suport que reben de la ciutadania, entitats i institucions».

## Aficions
Ramon Marcó era un amant de la música clàssica, però també dels musicals i de la literatura, en especial de l'escriptor Josep Pla. També l'apassionava la història i la riquesa patrimonial de Gavà, per les quals li agradaven les converses que tenia a l'Arxiu Municipal de la Ciutat. També passava hores de lectura al Museu d'Història de Barcelona i a la Biblioteca de Catalunya.
Des de jove va mostrar les seves dots com a escriptor. Mostres privades de la seva escriptura serien les cartes que enviava a la seva promesa Teresa. I públiques, els articles que escrivia a la revista Diàleg de la Parròquia de Sant Pere de Gavà. Per a Marcó, l'escriptura era una afició, Així ho va declarar en una entrevista de 1994: «[…] estic preparant un llibre sobre l'aspecte humà dels homes de l'època de la República. El llibre, que possiblement mai es publicarà, l'estic fent perquè m'ho passo molt bé fent-lo, és un veritable hobby».
De la unió de les seves passions musicals i literàries va ser fruit un diccionari de terminacions que havia elaborat per fer les rimes dels versos per tal d'ajudar-se amb les adaptacions de les cançons que traduïa.

## Reconeixements
L'any 1991, l'Ajuntament de Sant Boi, on dirigia la Coral Renaixença, va nomenar-lo Amic de Sant Boi, «com a reconeixement públic de la seva tasca i dedicació a favor de la música, que ha contribuït a enriquir el patrimoni cultural de la nostra vila» essent la primera persona reconeguda amb aquesta distinció.
L'any 1994 va ser nomenat Fill adoptiu de Gavà per l'alcalde de la ciutat Dídac Pestaña (1985-2005). L'any següent va ser nomenat Gavanenc de l'any per l'Ajuntament de Gavà.
El gener del 2004 va ser guardonat pels mitjans de comunicació locals com Gavanenc de l'any 2003.
El 20 de desembre de 2015 la principal sala d'assaig de l'Espai Maragall, Centre d'Arts Escèniques de Gavà, és nomenada amb el seu nom.
Amb motiu de la proximitat del centenari del seu naixement, el Concert de Nadal de l'any 2022 de la Coral Sellarès va estar dedicat a la seva memòria. Era el tret de sortida d'aquesta commemoració.
El 9 de març de l'any 2023 va ser el centenari del naixement del mestre Marcó. Per aquest motiu, la Coral Sellarès i l'Associació d'Amics del Museu, amb la col·laboració de l'Ajuntament de Gavà i l'Arxiu Municipal, van organitzar un acte d'homenatge In Memoriam. Es tracta d'un concert fixat per al 26 de març a l'Espai Maragall, amb la participació de la Coral la Lira de Viladecans, la Coral Renaixença de Sant Boi de Llobregat, la Coral La Igualtat de Gavà i la Coral Som i Serem de Viladecans.